# 테오도시오스 3세
테오도시오스 3세(그리스어: Θεοδόσιος Γ', ? ~ ?)는 715년부터 717년까지 동로마 황제였다.
테오도시오스는 원래 조세 징수관이었다. 아나스타시오스 2세에게 반기를 든 옵시키온 군대가 전혀 제위에 오를 마음이 없었던 그를 붙잡아 억제로 황제로 추대했다. 황제가 되는 것을 피해서 산으로 달아났다가 다시 잡혀오기도 했다. 테오도시오스는 715년 약 6개월에 걸친 콘스탄티노폴리스 공성전 이후 수도에서 황제가 되었다. 전임 황제 아나스타시오스 2세는 처형당하는 대신 테살로니키의 수도원에 감금되었다.
그의 치세에 대하여는 별로 알려진 바가 없다. 716년 불가리아의 왕과 강화협정을 맺고, 아랍의 침입을 견제했다. 717년 아나톨리콘의 군사총독(스트라테고스) 레온이 반란을 일으켰고, 테오도시오스 3세의 아들을 니코메디아에서 격퇴하고 포로로 잡았다. 테오도시오스는 협상을 맺어 자신과 자신의 식솔의 안전을 보장받은 다음 3월 25일 스스로 제위에서 물러나 에페소스의 수도원으로 물러났다.